# 小田瑞穂
小田 瑞穂（おだ みずほ、1986年12月24日 - ）は、日本のモデル、女優。東京都出身。かつてはジャパン・ミュージックエンターテインメントに所属していたが、現在はBONAPRO所属。

## 略歴
- 2001年、ファンション雑誌『ラブベリー』の専属モデルとしてデビューし、2003年、燃焼系のキャチフレーズで知られるサントリーの清涼飲料『アミノ式』のCMで一躍注目を浴びる。一時期芸能人女子フットサルチーム「chakuchaku J.b」に所属していた。
- 一般男性と結婚。子供が生まれる。
- 2011年、HbGでスタッフとして働いている[2]。

## 作品

### 映像作品
- Odaッチ（2003年10月、竹書房）

## 出演

### バラエティ
- 恋するいちごパラダイス（2002年11月 - 2004年9月、BS朝日）
- ウチらスタイル（2003年4月 - 2003年9月、フジテレビ系）
- カミングダウト（2004年10月 - 2005年3月、日本テレビ系）
- Felice（2005年5月、BS-i）

### テレビドラマ
- すいか  1話（2003年7月12日、日本テレビ系）
- 天国への応援歌 チアーズ〜チアリーディングにかけた青春〜（2004年4月3日、日本テレビ系）
- 27歳の夏休み（2005年6月30日、TBS系）

### CM
- J-PHONE関西 (2001年)
- 北海道コンビニ セイコーマート (2001年)
- カルビー ポテトチップス (2002年)
- サントリー アミノ式 (2003年、2005年6月25日 - ）
- 大阪経済法科大学 (2003年)

### 映画
- スカイハイ (2003年)

## 書籍

### 写真集
- Odaッチ（2003年10月、竹書房） ISBN 4812413249 撮影：井ノ元浩二

### 雑誌連載
- ラブベリー （徳間書店）
- ヤングジャンプ 『制コレ04』 （集英社）